# Promozione Veneto 1989-1990
Nella stagione 1989-1990 la Promozione era sesto livello del calcio italiano (il massimo livello regionale). Qui vi sono le statistiche relative al campionato in Veneto.
Il campionato è strutturato in vari gironi all'italiana su base regionale, gestiti dai Comitati Regionali di competenza. Promozioni alla categoria superiore e retrocessioni in quella inferiore non erano sempre omogenee; erano quantificate all'inizio del campionato dal Comitato Regionale secondo le direttive stabilite dalla Lega Nazionale Dilettanti, ma flessibili, in relazione al numero delle società retrocesse dal Campionato Interregionale e perciò, a seconda delle varie situazioni regionali, la fine del campionato poteva avere degli spareggi sia di promozione che di retrocessione.

## Girone A

### Squadre partecipanti
| Club                         | Città                         |
| ---------------------------- | ----------------------------- |
| A.C. Arzignano Poletto       | Arzignano (VI)                |
| U.S. Audace                  | San Michele Extra (VR)        |
| U.S. De.Ro.Ma. Malo          | Malo (VI)                     |
| A.C. Lugagnano               | Lugagnano (Sona) (VR)         |
| A.C. Luparense               | San Martino di Lupari (PD)    |
| U.S. Mestrino                | Mestrino (PD)                 |
| G.S. Officine Bra Valpantena | Quinto di Valpantena (VR)     |
| A.C. Pescantina              | Pescantina (VR)               |
| U.S. Pollo Miglioranza       | Villafranca di Verona (VR)    |
| U.S. Real Caldogno           | Caldogno (VI)                 |
| A.C. Riello Legnago          | Legnago (VR)                  |
| A.C. San Martino B.A.        | San Martino Buon Albergo (VR) |
| A.C. Sona                    | Sona (VR)                     |
| A.C. Tregnago                | Tregnago (VR)                 |
| A.C. Trissino                | Trissino (VI)                 |
| A.C. Zanè                    | Zanè (VI)                     |

### Classifica finale
|  | Pos. | Squadra           | Pt | G  | V  | N  | P  | GF | GS | DR  |
|  | ---- | ----------------- | -- | -- | -- | -- | -- | -- | -- | --- |
|  | 1.   | Arzignano         | 43 | 30 | 14 | 15 | 1  | 36 | 12 | +24 |
|  | 2.   | Officine Bra (-2) | 40 | 30 | 16 | 10 | 4  | 43 | 18 | +25 |
|  | 3.   | Tregnago          | 40 | 30 | 13 | 14 | 3  | 38 | 22 | +16 |
|  | 4.   | Real Caldogno     | 33 | 30 | 10 | 13 | 7  | 30 | 25 | +5  |
|  | 5.   | Riello Legnago    | 32 | 30 | 9  | 14 | 7  | 37 | 31 | +6  |
|  | 6.   | San Martino B.A.  | 32 | 30 | 7  | 18 | 5  | 19 | 17 | +2  |
|  | 7.   | Mestrino          | 31 | 30 | 8  | 15 | 7  | 30 | 23 | +7  |
|  | 8.   | Lugagnano         | 29 | 30 | 8  | 13 | 9  | 27 | 26 | +1  |
|  | 9.   | De.Ro.Ma. Malo    | 29 | 30 | 8  | 13 | 9  | 20 | 20 | 0   |
|  | 10.  | Luparense         | 28 | 30 | 5  | 18 | 7  | 19 | 26 | -7  |
|  | 11.  | Pollo Miglioranza | 27 | 30 | 5  | 17 | 8  | 26 | 33 | -7  |
|  | 12.  | Audace S.M.E.     | 26 | 30 | 4  | 18 | 8  | 13 | 22 | -9  |
|  | 13.  | Trissino          | 26 | 30 | 7  | 12 | 11 | 21 | 34 | -13 |
|  | 14.  | Sona              | 25 | 30 | 3  | 19 | 8  | 12 | 22 | -10 |
|  | 15.  | Zanè              | 22 | 30 | 4  | 14 | 12 | 21 | 37 | -16 |
|  | 16.  | Pescantina        | 15 | 30 | 1  | 13 | 16 | 27 | 51 | -24 |

- Officine Bra 2 punti di penalizzazione.

## Girone B

### Squadre partecipanti
| Club                     | Città                        |
| ------------------------ | ---------------------------- |
| A.C. Abano               | Abano Terme (PD)             |
| U.S. Adriese             | Adria (RO)                   |
| A.C. Bessica             | Bessica (TV)                 |
| A.C. Camponogarese       | Camponogara (VE)             |
| A.C. Contarina           | Contarina (RO)               |
| A.C. Fiesso d’Artico     | Fiesso d'Artico (VE)         |
| A.C. Justinense          | Santa Giustina in Colle (PD) |
| G.S. Martellago          | Martellago (VE)              |
| U.S. Miranese            | Mirano (VE)                  |
| A.S. Piovese Calcio 1919 | Piove di Sacco (PD)          |
| A.C. Resana              | Resana (TV)                  |
| A.C. Reschigliano        | Campodarsego (PD)            |
| G.S. Salvarosa           | Salvarosa (TV)               |
| S.S. Scardovari          | Scardovari (RO)              |
| A.C. Trebaseleghe Calcio | Trebaseleghe (PD)            |
| S.S. Villanovese         | Villanova del Ghebbo (RO)    |

### Classifica finale
|  | Pos. | Squadra             | Pt | G  | V  | N  | P  | GF | GS | DR  |
|  | ---- | ------------------- | -- | -- | -- | -- | -- | -- | -- | --- |
|  | 1.   | Contarina           | 43 | 30 | 17 | 9  | 4  | 31 | 9  | +22 |
|  | 2.   | Abano Terme         | 42 | 30 | 15 | 12 | 3  | 40 | 13 | +27 |
|  | 3.   | Bessica             | 41 | 30 | 16 | 9  | 5  | 46 | 22 | +24 |
|  | 4.   | Scardovari          | 36 | 30 | 12 | 12 | 6  | 33 | 25 | +8  |
|  | 5.   | Resana              | 35 | 30 | 10 | 15 | 5  | 22 | 16 | +6  |
|  | 6.   | Fiesso d'Artico     | 34 | 30 | 12 | 10 | 8  | 27 | 21 | +6  |
|  | 7.   | Camponogarese       | 30 | 30 | 7  | 16 | 7  | 35 | 34 | +1  |
|  | 8.   | Salvarosa           | 29 | 30 | 9  | 11 | 10 | 24 | 28 | -4  |
|  | 9.   | Miranese            | 28 | 30 | 9  | 10 | 11 | 28 | 24 | +4  |
|  | 10.  | Martellago          | 28 | 30 | 10 | 8  | 12 | 32 | 34 | -2  |
|  | 11.  | Villanovese         | 27 | 30 | 6  | 15 | 9  | 26 | 26 | 0   |
|  | 12.  | Trebaseleghe Calcio | 25 | 30 | 7  | 11 | 12 | 16 | 27 | -11 |
|  | 13.  | Adriese             | 25 | 30 | 9  | 7  | 14 | 25 | 42 | -17 |
|  | 14.  | Piovese Calcio 1919 | 23 | 30 | 6  | 11 | 13 | 22 | 36 | -14 |
|  | 15.  | Reschigliano        | 23 | 30 | 6  | 11 | 13 | 24 | 36 | -12 |
|  | 16.  | Justinense          | 11 | 30 | 2  | 7  | 21 | 17 | 55 | -38 |

## Girone C

### Squadre partecipanti
| Club                      | Città                     |
| ------------------------- | ------------------------- |
| A.C. Cavallino            | Cavallino Treporti (VE)   |
| A.S. Cornuda              | Cornuda (TV)              |
| A.S. Favaro Mestre        | Favaro (VE)               |
| S.P. Ge.Me.Az. S.Polo     | San Polo di Piave (TV)    |
| A.C. Ina Belluno          | Belluno (BL)              |
| A.C. Jesolo               | Jesolo (VE)               |
| A.C. Liventina            | Motta di Livenza (TV)     |
| A.S.C. Meolo              | Meolo (VE)                |
| Noventa F.C.              | Noventa di Piave (VE)     |
| A.C. Ponte nelle Alpi     | Ponte nelle Alpi (BL)     |
| A.C. Portogruaro          | Portogruaro (VE)          |
| A.C. Pro Mogliano         | Mogliano Veneto (TV)      |
| A.C. Roncade Biancade     | Roncade (TV)              |
| G.S. Santa Lucia di Piave | Santa Lucia di Piave (TV) |
| A.C. Summaga              | Summaga (VE)              |
| Vittorio Veneto Calcio    | Vittorio Veneto (TV)      |

### Classifica finale
|  | Pos. | Squadra              | Pt | G  | V  | N  | P  | GF | GS | DR  |
|  | ---- | -------------------- | -- | -- | -- | -- | -- | -- | -- | --- |
|  | 1.   | Belluno              | 44 | 30 | 16 | 12 | 2  | 46 | 24 | +22 |
|  | 2.   | Santa Lucia di Piave | 34 | 30 | 12 | 10 | 8  | 34 | 28 | +6  |
|  | 3.   | Roncade-Biancade     | 34 | 30 | 10 | 14 | 6  | 33 | 28 | +5  |
|  | 4.   | Ge.Me.Az. San Polo   | 32 | 30 | 10 | 12 | 8  | 38 | 33 | +5  |
|  | 5.   | Liventina            | 31 | 30 | 10 | 11 | 9  | 23 | 21 | +2  |
|  | 6.   | Noventa Noventa      | 30 | 30 | 6  | 18 | 6  | 31 | 28 | +3  |
|  | 7.   | Cornuda              | 30 | 30 | 8  | 14 | 8  | 21 | 20 | +1  |
|  | 8.   | Portogruaro Calcio   | 30 | 30 | 9  | 12 | 9  | 24 | 30 | -6  |
|  | 9.   | Vittorio Veneto      | 29 | 30 | 10 | 9  | 11 | 24 | 26 | -2  |
|  | 10.  | Ponte nelle Alpi     | 28 | 30 | 7  | 14 | 9  | 22 | 24 | -2  |
|  | 11.  | Pro Mogliano         | 28 | 30 | 6  | 16 | 8  | 19 | 25 | -6  |
|  | 12.  | Cavallino            | 27 | 30 | 5  | 17 | 8  | 20 | 29 | -9  |
|  | 13.  | Favaro Mestre        | 26 | 30 | 5  | 16 | 9  | 21 | 27 | -6  |
|  | 14.  | Jesolo               | 26 | 30 | 6  | 14 | 10 | 27 | 30 | -3  |
|  | 15.  | Meolo                | 26 | 30 | 5  | 16 | 9  | 20 | 25 | -5  |
|  | 16.  | Summaga              | 25 | 30 | 5  | 15 | 10 | 30 | 35 | -5  |

- Nota: A fine stagione l'A.C. Portogruaro si fonde con l'A.C. Summaga: nasce il Calcio Portogruaro-Summaga A.S.